# آدم كوهن
آدم كوهن (بالإنجليزية: Adam Cohen) (و. 1972  م) هو مغني، وكاتب، ومغن مؤلف كندي، ولد في مونتريال، يستخدم آلات آلة مفاتيح.
.

## وصلات خارجية
- آدم كوهن على موقع IMDb (الإنجليزية)
- آدم كوهن على موقع ميوزك برينز (الإنجليزية)
- آدم كوهن على موقع أول ميوزيك (الإنجليزية)
- آدم كوهن على موقع ديسكوغز (الإنجليزية)
- آدم كوهن على موقع كينوبويسك (الروسية)
- آدم كوهن في قاعدة بيانات الأفلام على الإنترنت